# Fetthennen-Steinbrech
Der Fetthennen-Steinbrech (Saxifraga aizoides) ist eine Pflanzenart der Gattung Steinbrech (Saxifraga). Er wird auch als Bach-Steinbrech oder Quell-Steinbrech bezeichnet, was seine Vorliebe für einen feuchten Standort kennzeichnet. Seltener wird diese Art auch Bewimperter Steinbrech genannt. Das Artepipheton aizoides (griechisch „immer lebend“) verweist auf die immergrünen Blätter.

## Beschreibung

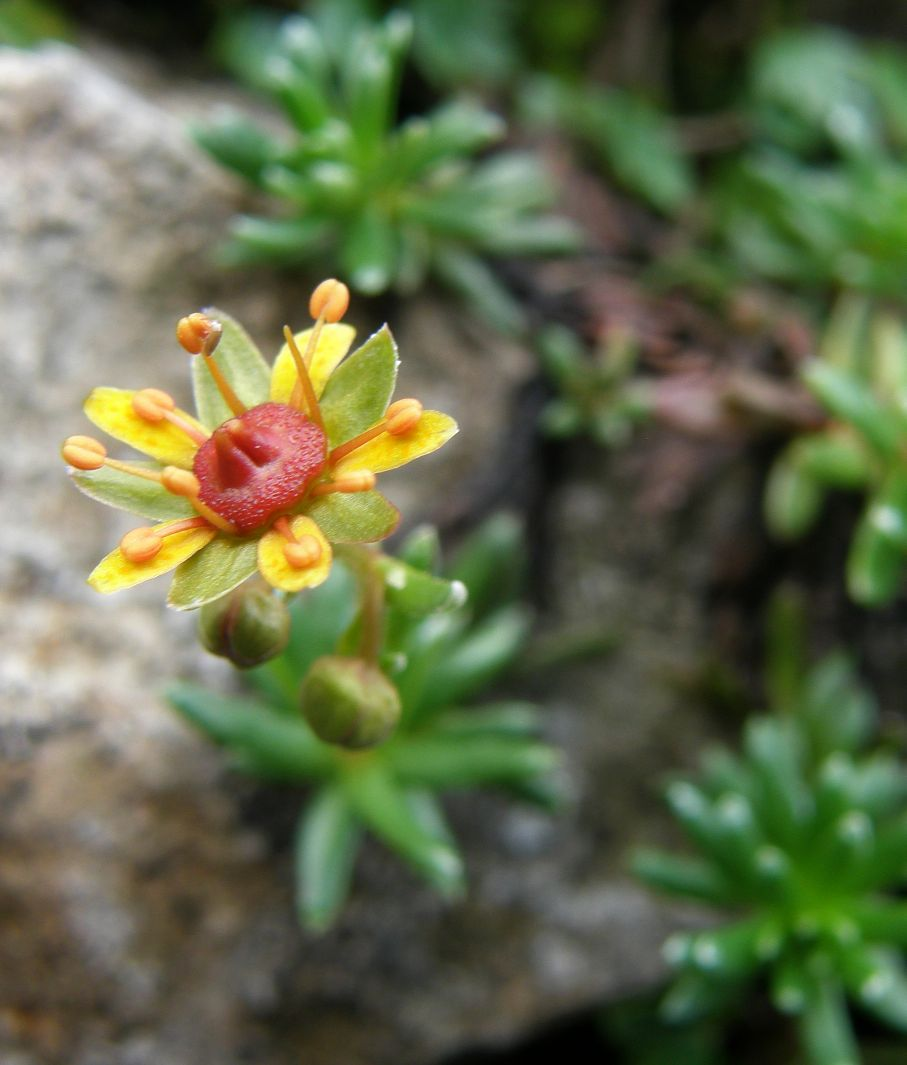
Einzelblüte

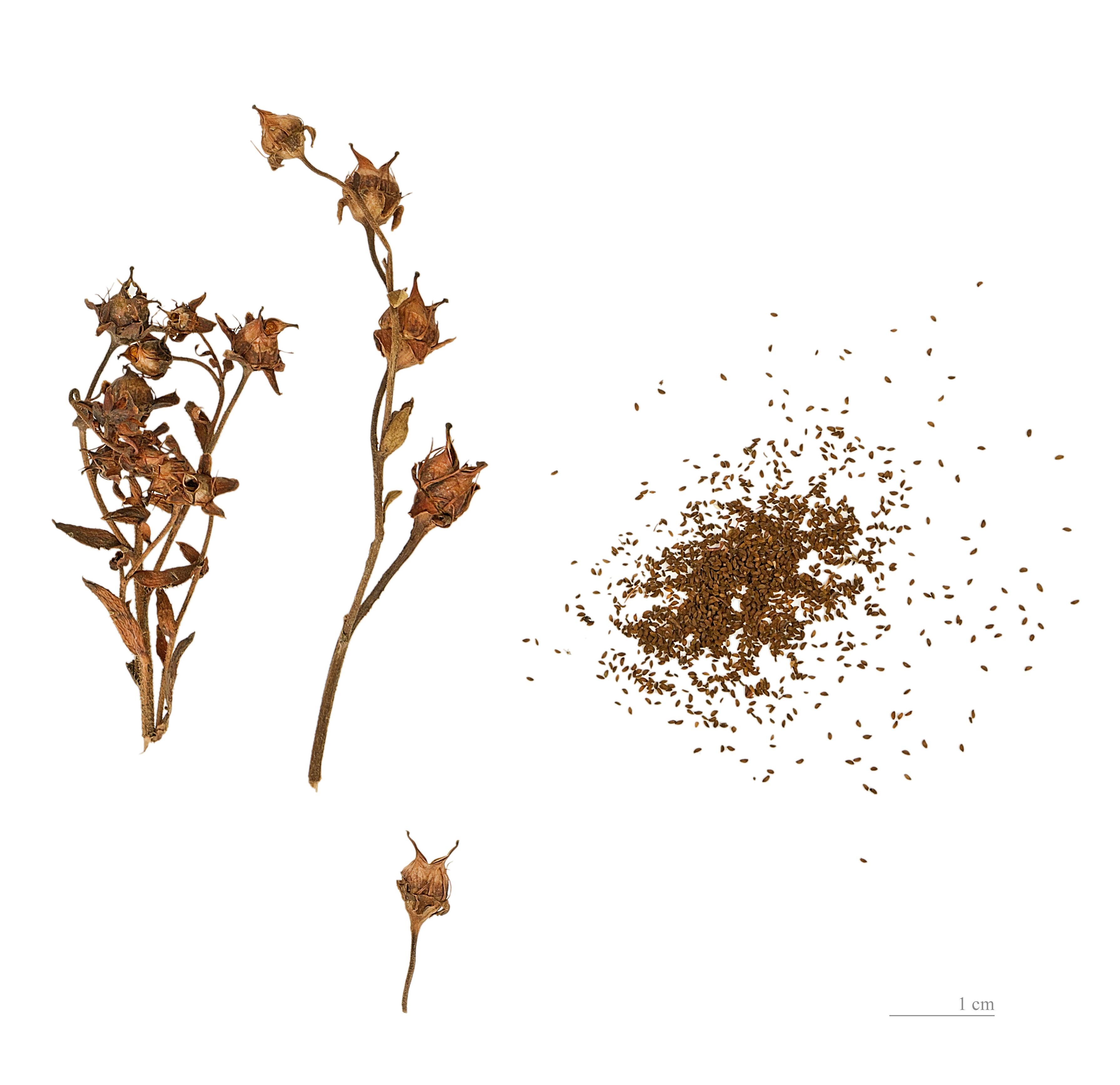
Kapselfrucht und Samen

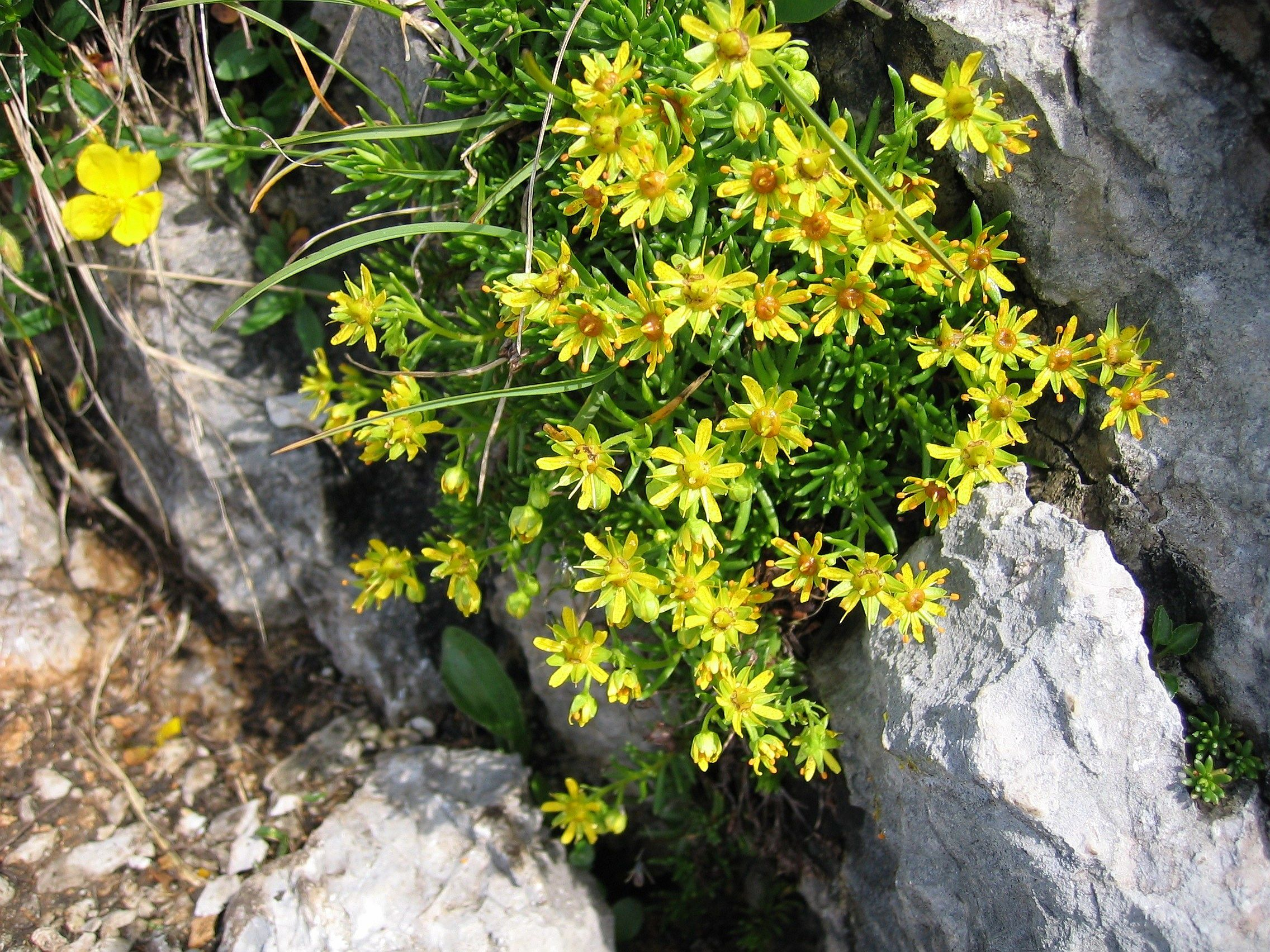
Fetthennen-Steinbrech (Saxifraga aizoides) in Oberösterreich

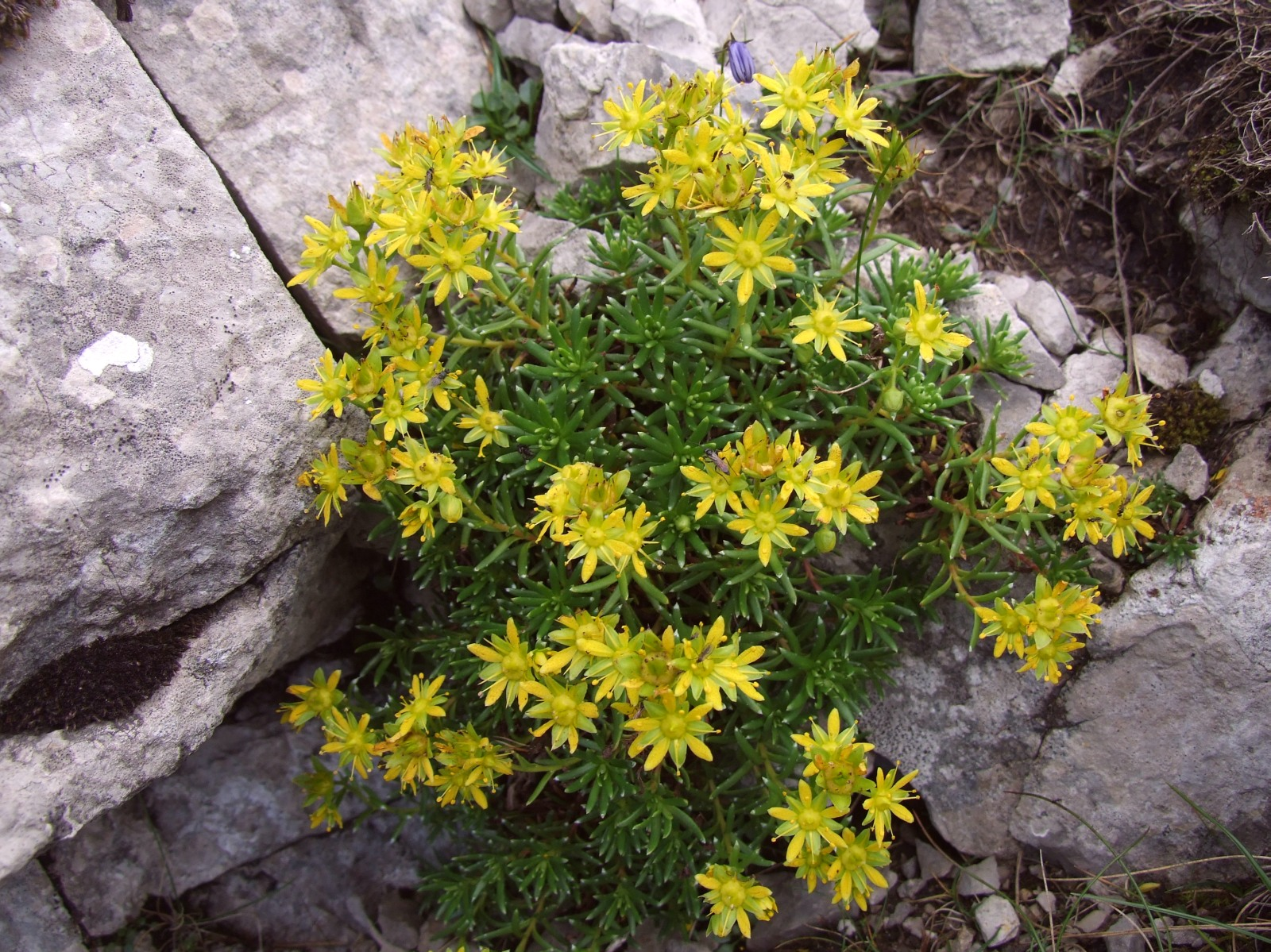
Fetthennen-Steinbrech (Saxifraga aizoides)

Der Fetthennen-Steinbrech ist eine reich verzweigte, rasig wachsende, ausdauernde Pflanze und erreicht Wuchshöhen von etwa 5 bis 20 Zentimeter. Sie besitzt locker beblätterte, drüsenhaarige Stängel. Die meist dunkelgrünen, oft rot überlaufenen Laubblätter sind 10 bis 25 mm lang und sind recht fleischig, wodurch die Art im vegetativen Zustand der Gattung der Fetthennen oder Mauerpfeffer (Sedum) ähnelt. Der Blattrand ist bewimpert, an der Blattspitze ist eine hell aufgesetzte Knorpelspitze zu erkennen.
In einer drüsig behaarten, lockeren Traube stehen zwei bis zwölf Blüten zusammen. Die Blütenstiele sind so lang bis doppelt so lang wie die Blüten. Die zwittrigen Blüten weisen einen Durchmesser von etwa 15 mm auf. Die 5 kahlen Kelchblätter sind stumpf, ausgebreitet, kahl und 2,5 bis 4 Millimeter lang. Die Kronblätter sind gelb bis dunkelorange, selten sind sie auch dunkelrot, mit dunkleren Punkten. Sie sind länglich-linealisch bis eiförmig-elliptisch, 2- bis 4-mal so lang wie breit und stumpf. Die Staubblätter sind fast so lang wie die Kronblätter und haben pfriemliche Filamente. Der Fruchtknoten ist oberständig und nur im unteren Viertel oder Drittel mit der Kronröhre verwachsen. Die Kapsel ist kugelig eiförmig, 4 bis 10 Millimeter lang und hat abstehende Kelchzipfel. Die braunen Samen sind länglich spindelförmig und 0,7 bis 0,8 Millimeter lang. Die Blütezeit reicht von Juni bis September.
Der Fetthennen-Steinbrech hat die Chromosomenzahl 2n = 26.

## Ökologie
Die Blüten des Fetthennen-Streinbrechs werden neben Zweiflüglern auch von Ameisen (Formica fusca) besucht. Die Samen bleiben drei Wochen schwimmfähig und erklären somit das häufige Herabsteigen an Flüssen bis weit unterhalb des eigentlichen Verbreitungsgebietes.

## Vorkommen
Das Verbreitungsgebiet umfasst das arktische und subarktische Kanada mit südlichen Ausläufern an der West- und Ostküste bis zur USA-Grenze. Grönland, das östliche Island, Spitzbergen, Nowaja Semlja, den polaren Ural und das arktische nordöstliche Russland mit der Kola-Halbinsel, Skandinavien und die Alpen von den Pyrenäen bis zum Balkan. Pollen wurden in spätglazialen Sedimenten in Dänemark, den Niederlanden und einigen deutschen Mittelgebirgen nachgewiesen. Die Pflanze ist auch im nördlichen Irland und Großbritannien (südlich bis Yorkshire) verbreitet.
Der Fetthennen-Steinbrech bevorzugt Quellfluren, aber auch Schutt (Gletschermoränen) und Fels (feucht) in Höhenlagen zwischen 600 und 3100 Metern.
In den Allgäuer Alpen steigt er am Nordgrat des Biberkopfes in Bayern bis zu 2300 Metern Meereshöhe auf.
Er kommt vor auf sickernassem, basenreichem, meist kalkhaltigem, mehr oder weniger humusarmem, reinem oder steinig-kiesigem Ton- oder Mergelboden, aber auch auf feinerdearmem Steinboden. Er gedeiht in Mitteleuropa in Gesellschaften des Verbands Cratoneurion commutati, kommt aber auch in feuchten Thlaspietea-rotundifolii-Gesellschaften oder im Caricion davallianae vor.
In der Arktis ist er auch in der relativ trockenen Tundra verbreitet. Er steigt mit den Flüssen weit ins Vorland herab (etwa bis München mit der Isar). In Nordeuropa wächst er auch auf Meeresspiegelniveau. Er ist in Deutschland durch die BArtSchV geschützt.
Die ökologischen Zeigerwerte nach Landolt & al. 2010 sind in der Schweiz: Feuchtezahl F = 4w+ (sehr feucht und stark wechselnd), Lichtzahl L = 4 (hell), Reaktionszahl R = 4 (neutral bis basisch), Temperaturzahl T = 2 (subalpin), Nährstoffzahl N = 2 (nährstoffarm), Kontinentalitätszahl K = 2 (subozeanisch).
Der Fetthennen-Steinbrech gilt in Österreich im nördlichen Alpenvorland als gefährdet.

## Historisches
Unter dem Namen Sedula montana pulchra war diese Art schon 1563 dem Botaniker Valerius Cordus bekannt. Linné fand diese typische arktisch-alpine Pflanze in Lappland und verlieh ihr 1753 den jetzigen Namen.

## Trivialnamen
In Niederösterreich und Tirol nennen die Einheimischen den Fetthennen-Steinbrech auch „Gamswurz“, so wie viele andere Pflanzen, die gerne von Gämsen gefressen werden. In einigen Landstrichen Tirols wird auch der Name „Warzenkraut“ verwendet, da es zum Entfernen von Warzen genutzt wurde.